# Werner Osypka
Werner Osypka (* 5. Oktober 1931 in Miechowitz bei Beuthen, Oberschlesien; † 8. Juli 2012 in Heusenstamm) war ein hessischer Politiker (CDU) und ehemaliger Abgeordneter des Hessischen Landtags.

## Ausbildung und Beruf
Werner Osypka studierte nach dem Besuch der Oberschule in Beuthen, Wolgast, Tarnowitz, Dessau und Leipzig und dem Abitur 1950 an der Dom- und Ratsschule in Halberstadt Philosophie und Theologie in Paderborn, München und Erfurt. Das Studium schloss er mit dem Philosophicum und der theologischen Abschlussprüfung ab. Anschließend studierte er Volkswirtschaft und Soziologie in Münster. Studienbegleitend arbeitete er u. a. in einer Stoffdruckerei, in der englischen Landwirtschaft, als Bergmann unter Tage und im Volkswagenwerk als Werkstudent. 1959 bis 1963 war er Jugendbildungsreferent für politische Bildung mit nicht organisierten Jugendlichen bei der Frankfurter Sozialschule/Diözese Speyer, dann wissenschaftlicher Mitarbeiter bei der Rabanus-Maurus-Akademie, der katholischen Akademie in Hessen. Seit Januar 1968 arbeitete er als Caritasdirektor in Frankfurt am Main.
Werner Osypka hinterlässt eine Ehefrau, vier Kinder und sieben Enkel.

## Politik
Werner Osypka war bereits als Student politisch aktiv. 1956 war er ASTA-Vorsitzender, danach ein Jahr lang Vorsitzender des Ältestenrates und studentisches Senatsmitglied.
Seit 1961 war er Mitglied der CDU. Für seine Partei war er seit 1972 Stadtverordneter in Heusenstamm und vom 13. Oktober 1983 bis zum 4. April 1995 über drei Wahlperioden hinweg Mitglied des Hessischen Landtags. Er wurde dabei stets im Wahlkreis Offenbach Land II gewählt.

## Sonstige Ämter
Werner Osypka arbeitete seit 1968 als Mitglied im Landeswohlfahrtsausschuss und dort als Vorsitzender der Kindergartenkommission. Er war Mitglied in der Arbeitsrechtlichen Kommission des Deutschen Caritasverbandes, im Finanzausschuss und Verwaltungsrat der Kirchlichen Zusatzversorgungskasse Köln, im Vorstand des Verbandes Katholischer Heime und Einrichtungen der Altenhilfe in Deutschland und im Fachausschuss Sozialplanung des Deutschen Vereins für öffentliche und private Fürsorge. Weiterhin war er in der Schutzgemeinschaft Deutscher Wald aktiv.

## Werke
Werner Osypka ist Autor folgender Bücher:
- Arbeit und Eigentum. Aschaffenburg, 1965
- Freiheit und Ordnung. 1964
- Wohlfahrtsstaat oder Versorgungsstaat? Mannheim 1964